# 大衛·福萊爾
大衛·福萊爾（英語：David Flair，1979年3月6日—），本名大衛·理查·福萊爾（英語：David Richard Fliehr），是美國的職業摔角選手。大衛·福萊爾最知名的時期，是待在世界冠軍摔角，而他也在那贏得美國冠軍及世界雙打冠軍。大衛·福萊爾的父親是名人堂選手瑞克·福萊爾，而他也是世界摔角娛樂選手夏洛特·福萊爾及獨立圈選手里德·福萊爾同父異母的哥哥。

## 個人生活
大衛·福萊爾在世界冠軍摔角時期曾跟史黛希·姬伯樂交往。而現在大衛·福萊爾與妻子羅賓定居在美國北卡羅萊納州克里夫蘭縣謝爾比。

## 摔角相關

### 終結技
- Figure four腳部固定（延用自他的父親瑞克·福萊爾）[1][5]

### 進場樂
- "David Flair Theme" - Jimmy Hart and Howard Helm
- "Spin Spin Spin" - Julian Emery and Rupert Lyddon

## 冠軍及成就

### 國際摔角協會（英语：International Wrestling Association）
- IWA國際重量級冠軍（英语：IWA Intercontinental Heavyweight Championship）（一次）[1]

### 國家摔角聯盟
- NWA世界雙打冠軍（一次）[1]
- NWA狂野雙打冠軍（英语：NWA Georgia Tag Team Championship）（一次）[1]

### 世界冠軍摔角
- WCW美國冠軍（一次）[1]
- WCW世界雙打冠軍（一次）[1]

### 其他獎項
- AFE重量級冠軍（一次）
- CBLOWCF重量級冠軍（六次）
- 山本都助紀念盃（2002年）